# Patsy Ruth Miller
Patsy Ruth Miller (Saint Louis, 17 gennaio 1904 – Palm Desert, 16 luglio 1995) è stata un'attrice statunitense del cinema muto.

## Biografia
Scoperta dall'attrice Alla Nazimova durante una festa ad Hollywood, ebbe la sua prima esperienza come attrice nel film La signora delle camelie (1921), al fianco di Rodolfo Valentino. Da quel momento iniziò la sua ascesa verso la celebrità 
e l'anno successivo venne scelta come WAMPAS Baby Star nel 1922.
Nel 1923 fu la prima importante attrice a vestire i panni della zingara Esmeralda nel film tratto dal capolavoro di Victor Hugo Il gobbo di Notre Dame, con Sir Lon Chaney come protagonista nei panni di Quasimodo, diventando famosa in tutto il mondo.
Apparve anche in molte commedie romantiche a fianco di attori come Clive Brook e Edward Everett Horton, tra i quali vengono ricordati Broken Hearts of Hollywood (1926), A Hero for a Night (1927) e The Aviator (1929). La Miller decise di ritirarsi dagli schermi nel 1931, anche se fece un piccolo cameo nel film Quebec (1951) con John Drew Barrymore. Lontana dalla recitazione si dedicò alla scrittura, prevalentemente racconti brevi e lavori radiofonici.
Patsy Ruth Miller morì nel 1995 nella sua casa a Palm Desert in California, all'età di 91 anni.

## Riconoscimenti
- WAMPAS Baby Stars (1922)
- Young Hollywood Hall of Fame (1920's)

## Filmografia
- One a Minute, regia di Jack Nelson  (1921)
- La signora delle camelie (Camille), regia di Ray C. Smallwood  (1921)
- Handle with Care, regia di Phil Rosen (1922)
- Where's My Wandering Boy Tonight?, regia di James P. Hogan e Millard Webb (1922)
- Watch Your Step, regia di William Beaudine (1922)
- The Fighting Streak, regia di Arthur Rosson (1922)
- For Big Stakes, regia di Lynn Reynolds (1922)
- Trimmed, regia di Harry A. Pollard (1922)
- Remembrance, regia di Rupert Hughes (1922)
- Fortune's Mask, regia di Robert Ensminger (1922)
- Omar the Tentmaker, regia di James Young   (1922)
- The Girl I Loved, regia di Joseph De Grasse (1923)
- Il gobbo di Notre Dame (The Hunchback of Notre Dame), regia di Wallace Worsley  (1923)
- The Drivin' Fool, regia di Robert Thornby (1923)
- La spada della legge (Name the Man), regia di Victor Sjöström (1924)
- Daughters of Today, regia di Rollin S. Sturgeon (1924)
- The Yankee Consul, regia di James W. Horne (1924)
- My Man, regia di David Smith (1924)
- Singer Jim McKee, regia di Clifford Smith (1924)
- The Breaking Point, regia di Herbert Brenon (1924)
- A Self-Made Failure, regia di William Beaudine (1924)
- Girls Men Forget, regia di Maurice Campbell, Wilfred Lucas (1924)
- Fools in the Dark, regia di Alfred Santell (1924)
- The Wise Virgin, regia di Lloyd Ingraham (1924)
- The Breath of Scandal, regia di Louis J. Gasnier (1924)
- Those Who Judge, regia di Burton L. King (1924)
- Her Husband's Secret, regia di Frank Lloyd (1925)
- L'uomo del mare (Head Winds), regia di Herbert Blaché (1925)
- Back to Life, regia di Whitman Bennett (1925)
- Lorraine of the Lions, regia di Edward Sedgwick (1925)
- The King of the Turf, regia di James P. Hogan (1926)
- Non si scherza con l'amore (Why Girls Go Back Home), regia di James Flood (1926)
- Broken Hearts of Hollywood, regia di Lloyd Bacon  (1926)
- Notte di Capodanno a New-York (Wolf's Clothing), regia di Roy Del Ruth (1927)
- South Sea Love, regia di Ralph Ince (1927)
- The Tragedy of Youth, regia di George Archainbaud (1928)
- We Americans, regia di Edward Sloman (1928)
- Letti gemelli (Twins Beds), regia di Alfred Santell  (1929)
- The Hottentot, regia di Roy Del Ruth (1929)
- Per l'onore della regina (The Last of the Lone Wolf), regia di Richard Boleslawski (1930)
- Quebec, regia di George Templeton (1951)